# Света Параскева (София)
Вижте пояснителната страница за други значения на Света Параскева.
„Света Параскева“ е православна църква в българската столица София, част от Софийската епархия на Българската православна църква. Храмът е разположен на улица „Георги Раковски“ № 58 и е трети по големина в столицата. Известен е с много добрата си акустика, заради която е предпочитан за концерти и звукозаписи.

## История
Решение за строежа на новия храм е взето на 4 април 1909 г. Църквата е предназначена да поеме големия брой преселници, които пристигат в столицата. Дворът ѝ, с площ 3000 m², е откупен за 70 000 лева от братя Генови и братя Коцеви. На 2 ноември 1910 г. е обявен конкурс за архитектурен план на храма. Конкурсът е спечелен от архитект Антон Торньов. На него е възложено и изпълнението на строителния план. Войните през второто десетилетие на века отлагат строителството. През 1922 г. църковното настоятелство на храма обявява нов конкурс, спечелен отново от Торньов. Строителството продължава от 1926 до 1930 г., а довършителните работи по входните портици 10 години по-късно. Средствата за постояване на църквата идват от самарджийските еснафи, енориаши при старинния храм „Света Петка Самарджийска“, както и щедрото съдействие на енориашите и най-вече на Борис Щърбанов, Иван Рогачев, Щерю Дамянов, Петруш Талев, Иван Цочев, Спас Йосифов, Тодор Плочев и много други. В строежа се включват и предприемачите Михаил Грандже и Киро Спасов. Иконостасът, архиерейският трон, амвонът, клиросите (певниците) и облицовката на балкона са изработени от резбарите проф. Иван Травницки и проф. Тодор Христов. Иконите в централния иконостас и в иконостасите на двата странични параклиса са дело на проф. Стефан Иванов, проф. Марин Дринов, проф. Димитър Гюрдженов и проф. Сергей Шишков. Иконостасните колони са дело на дебърския майстор Лазар Алексиев, който работи под ръководството на Иван Травницки. В храма е имало икони от Алексо Василев и Евгений Попкузманов.
Архитектурата на храма е необичайна. Наосът е кръгла зала с над 20 m диаметър. Покритието е стоманобетонна черупка, дело на конструктор инженер Цонев. Обемът на кръглия наос на „Света Параскева“ се разпада постепенно в опасващи го апсидни тела, за да се постигне пълно уравновесяване и въздействие на вертикалната ос на симетрия. Камбаните са разположени в скрит тамбур над черупката на куполното покритие и в полукупола над западното апсидно тяло на входа.
Централният престол, в чест на Света Великомъченица Параскева, е осветен от екзарх Стефан I Български на 6 април 1930 г. Северният престол на олтара, посветен на свети Харалампий, е осветен през 1934 г., а южният, посветен на Въведение Богородично от патриарх Кирил Български през 1960 г. Църквата празнува на 28 октомври – Света Параскева, 10 февруари – Свещеномъченик Харалампий, 26 септември – Свети Йоан Богослов, патрон на единия страничен параклис, и 11 ноември – Свети Мина, патрон на другия.
Към храма музицира професионален хор.